# Цисев
Цисев (пол. Cisew) — село в Польщі, у гміні Турек Турецького повіту Великопольського воєводства.
Населення — 1073 особи (2011).
У 1975-1998 роках село належало до Конінського воєводства.

## Демографія
Демографічна структура станом на 31 березня 2011 року:
|          | Загалом | Допрацездатний вік | Працездатний вік | Постпрацездатний вік |
| -------- | ------- | ------------------ | ---------------- | -------------------- |
| Чоловіки | 547     | 133                | 367              | 47                   |
| Жінки    | 526     | 111                | 320              | 95                   |
| Разом    | 1073    | 244                | 687              | 142                  |